# Polizei Bremen
Die Polizei Bremen (auch Bremer Polizei genannt, hier jedoch auf die Stadt Bremen bezogen) ist die Landespolizei der Freien Hansestadt Bremen. Der Polizeivollzugsdienst wird in Bremerhaven durch die von der Polizei Bremen unabhängige Ortspolizeibehörde Bremerhaven wahrgenommen.

## Geschichte

### Vor 1800
Der Begriff Polizei (von Polis zu Deutsch: „Stadt“), damals Policey genannt, wurde im Mittelalter bis zur Zeit des Liberalismus (18./19. Jahrhundert) noch weitgehender als Ausdruck für die Verwaltung der Stadt verwendet. Seit dem 14. Jahrhundert waren in Bremen die Kämmereigerichte, besetzt von vier Kämmerern, für die Untersuchungen von Kriminalfällen zuständig. Zur Gewährleistung der öffentlichen Sicherheit und Ordnung hatten die Gehilfen des Staates früher die unterschiedlichsten Bezeichnungen wie der Vogt oder Marktvogt des Mittelalters und der Frühen Neuzeit oder aber auch der Gerichtsdiener (wurde auch als Büttel bezeichnet). Der Stadtvogt war im Mittelalter wahrscheinlich Morgensprachherr, der die morgendliche Beschlussversammlung der Ämter leitete. Zunehmend wurden dann für die Ämter einzelne Morgenspachherren (bis 1848) eingesetzt als z. B. Schlachtevogt oder für das Bau-, Straßenreinigungs-, Bettelei- oder das Schaustellerwesen. Noch bestand keine besondere Polizeibehörde. Ab dem 18. Jahrhundert konzentrierte sich der Begriff Polizei zunehmend auf die Aufgaben der Sicherheit und Ordnung.
Daneben gab es früher die Nachtwächter, die vor Feuergefahr und Dieben warnen sollten. Die Nachtwachen wurden von den Bremer Bürgerkompanien organisiert und waren ausgerüstet mit schnarrenden Rätteln (Rasseln); sie wurden deshalb auch Rätelwachen genannt.

### 1800 bis 1918
Um 1800 gab es in Bremen sechs Polizeidiener.

In der Franzosenzeit war der Polizeidienst jedoch schon gut organisiert, geleitet von einem Präfekten. Nach 1813 bestanden das Unter- und Polizeigericht, ein Kriminalgericht und eine Polizeidirektion, an deren Spitze zwei Senatoren standen (u. a. 1834 bis 1860 Georg Heinrich Olbers). Der Polizeidirektion unterstanden im 19. Jahrhundert drei Polizeikommissäre. Den Polizeidienst erfüllten in der Stadt zehn Polizeidiener. Sie standen der Polizeidirektion und dem Kriminalgericht zur Verfügung. In den bremischen Landgebieten Lehe, Osterholz, Hastedt, Gröpelingen, Arsten, Habenhausen, Huchting und Woltmershausen gab es vor 1813 noch Vögte, danach Sauvegarden, nach 1839 Polizeidiener, seit 1848 wieder Sauvegarden und ab 1854 Landjäger. Es gab zudem noch die Landdragoner und an fünf Stellen der Stadt die Nachtwachen, die seit 1882 von Polizeidienern wahrgenommen wurde.
1866 gab es zwei Ober-Polizeikommissäre, vier Distriktkommissäre, einen Baukommissär, sowie einen Rendanten, einen Kanzlisten, einen Wachtmeister für die Bahn und 27 Polizeidiener sowie zwei weitere Polizeikommissäre in Vegesack und in Bremerhaven mit ihren Polizeidienern und Dragonern. Dazu war auf dem bremischen Land noch ein Landjägerkorps im Dienst.
Seit 1875 kam hinzu der Kriminal-Polizeikommissär und damit die Gründung der spezialisierten Kriminalpolizei.
1909 wurde Anna Wegener (1877–1963) als erste weibliche Polizeiassistentin bei der Kriminalpolizei eingestellt; in Deutschland die erste Frau bei der Polizei.

### Nach 1918

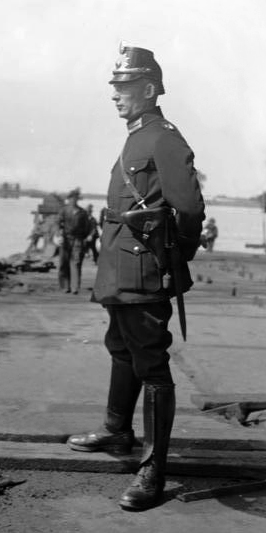
Ordnungspolizist mit Tschako auf der Werft AG „Weser“, kurz vor dem Stapellauf des Dampfers Bremen (1928)

Die Polizei unterstand nach dem Ersten Weltkrieg der Polizeikommission des Senats unter Vorsitz von zunächst Bürgermeister Karl Deichmann (MSPD) (1919–1920), dann Senator Albert von Spreckelsen (DVP) (1920–1928, 1931–1933) und dazwischen wieder durch Senator Deichmann (1928–1931).
1919 wurde die Stelle eines Polizeipräsidenten geschaffen, die bis 1933 der konservative Leopold Petri wahrnahm (siehe auch bei Leitung). Die formal untergeordnete Sicherheitspolizei war dem Oberst Walter Caspari unterstellt; Konflikte der beiden Polizeiführer über ihre Kompetenzen musste im Mai 1920 der Senat durch Dienstanweisungen schlichten.
Das Polizeigesetz von 1931 sah eine Gliederung vor mit den beiden Bereichen Kriminalpolizei (unter Georg Pott) und Ordnungspolizei. Die uniformierte Ordnungspolizei hatte die Aufteilung in die „blaue“ Polizei mit Einzeldienst in den Polizeirevieren und in die kasernierte „grüne“ Schutzpolizei unter Caspari, die in der Kaserne Roter Sand untergebracht wurde. Parteipolitische Aktivitäten im Dienst waren verboten. Die „Blauen“ waren jedoch gewerkschaftlich organisiert. Leiter der Gewerkschaft war der damalige Polizeimeister Franz Noch (auch SPD – Bürgerschaftsabgeordneter), der nach dem Zweiten Weltkrieg von 1947 bis 1951 als Leitenden Polizeidirektor die Polizei führte.

#### Stadtwehr
Nach dem Ersten Weltkrieg entstanden an vielen Orten in der Weimarer Republik freiwillige und ehrenamtliche Schutzverbände, sogenannte Einwohnerwehren bzw. Stadtwehren. Die Bremer Stadtwehr wurde durch Beschluss der provisorischen Regierung unter Bürgermeister Deichmann (SPD) und durch einen Aufruf von Senator Theodor Spitta (DDP) sowie Major Caspari im Februar 1919 gebildet. Sie sollte nach den Bestimmungen des Friedensvertrages von Versailles als rein militärischer Verband aufgelöst werden und ihre schwereren Waffen abgeben. Die USPD forderte die sofortige Auflösung des ihr verhassten Verbandes im November 1920. Auch die SPD sprach sich durch Wilhelm Kaisen (MSPD) für die Auflösung bis Anfang 1921 aus. Die Bürgerschaft beschloss in diesem Sinne die Auflösung. Die KPD kritisierte nun eigenartigerweise diesen Beschluss. Die bürgerlichen und die rechten Parteien sowie der Senat widersprachen der Forderung zur Auflösung. Der Senat leitete einen Volksentscheid ein und trat zurück. Beim Volksentscheid im Januar 1921 sprach sich die Mehrheit gegen die Auflösung aus. Die anschließenden Neuwahlen zur Bürgerschaft führten zu einem Sieg der bürgerlich/konservativen Parteien. Die Stadtwehr unter dem Kommando von Oberst a. D. Arnold von Engelbrechten – um die es eigentlich ging – wurde dann jedoch trotzdem aufgelöst. Die Aufgaben übernahm im Februar 1921 die Polizei. Die kasernierte „grüne“ Polizei unter Caspari entstand. Dieser richtete die Schutzpolizei streng militärisch aus.

### Von 1933 bis 1945
Im formellen Sinne führte von 1933 bis 1937 der Senator für innere Verwaltung Theodor Laue (NSDAP) die Polizei als „Polizeiherr“; tatsächlich war sein ständiger Vertreter Georg Pott (seit 1933 NSDAP) für die Leitung der Polizeidirektion zuständig. Kommandeur der Landespolizei war von 1933 bis 1935 Oberst Potel und danach Oberst Wittke. Die Schutzpolizei führte bis 1937 als Kommandeur der Polizei-Oberstleutnant (seit 1936 Oberst) Heinrich Lankenau (seit 1933 NSDAP), zugleich Inspekteur der Ordnungspolizei. Sein Nachfolger war der Berliner Oberstleutnant Curt Pohlmeyer. Die Landeskriminalpolizei unterstand bis 1936 Conrad Parey, der dann als Richter zum Landgericht versetzt wurde.
1936 verband Hitler durch Erlass das Parteiamt Reichsführer SS mit dem neuen Staatsamt Chef der Polizei im Reichsinnenministerium und übertrug Heinrich Himmler den Posten. Im Reich gab es unter Himmler nun zwei Hauptabteilungen für die Ordnungspolizei (OrPo) mit SS-Obergruppenführer Kurt Daluege als Leiter und für die Sicherheitspolizei (Sipo) mit SS-Obergruppenführer Reinhard Heydrich als Chef.
In Bremen wandelte sich 1936 das bisherige Staatspolizeiamt Bremen in die Staatspolizeistelle Bremen mit nach wie vor 46 Mitarbeitern und den Außenstellen Bremerhaven (bis 1937) und Vegesack (ab 1939), sowie den Außenstellen Hafen (1936) und Blumenthal (ab 1939). 1945 waren unter dem Dach der Staatspolizei die Kriminalpolizei und die Gestapo vereint.
Für Bremen zuständig war der Höhere SS- und Polizeiführer (HSSuPF), seit 1939 vom Wehrkreis X in Hamburg. Auch wenn alle Polizeistellen in Bremen dienstrechtlich dem Bremer Senat unterstanden, konnte der Reichsführer SS, seine Haupt- und Abteilungsleiter und der zuständige HSSuPF mit den SS-Inspekteuren der Bremer Polizei Weisungen erteilen. Die zwei Bremer Kriminalpolizeiinspektionen unterstanden nun den Regierungsbezirken Stade und Aurich.
Im März 1938 beschloss der Senat ein Polizeigesetz. Einem Polizeipräsidenten wurden die Befugnisse der bisherigen Polizeidirektion übertragen und die Stelle bis 1941 mit SS-Oberführer Curt Ludwig besetzt. Die Gestapo unterstand ihm jedoch nicht. Die Gestapo Bremen war 1935 dem Senator für innere Verwaltung zugeordnet mit Weisungsrechten des Reichsführers SS durch das Gestapo-Amt Berlin. Oberste Landespolizeibehörde war der Regierende Bürgermeister. Polizeioberst Johannes Schroers (seit 1933 NSDAP) wurde 1938 Kommandeur der Schutzpolizei, 1940 stellvertretender Polizeipräsident und 1941 bis 1945 Polizeipräsident. Die Schutzpolizei wurde seit 1941 von Oberstleutnant Herbst geführt.
Die Schutzpolizei verfügte 1944 über 400 Mann und ihre Reserve über 315 Mann. Die Luftschutzpolizei hatte 3200, die Stadtwacht 1780 und der Werkschutz 710 Mann.

#### Bremer Polizeibeamte als Massenmörder im Zweiten Weltkrieg
Das Polizei-Bataillon 303, eine 1939 gebildete Formation der Bremer Polizei, verübte zahlreiche Massenmorde in der damaligen Sowjetunion und Polen, unter anderem in Babyn Jar am 29. und 30. September 1941. Auch das Bremer Polizei-Bataillon 105 war an der Durchführung des Holocausts beteiligt.

#### Staatspolizei bzw. Gestapo und SD
Die Staatspolizei, ab Oktober 1935 Geheime Staatspolizei (Gestapo) in Bremen leitete 1933 Heinrich Kruse, von 1933 bis 1934 Emil Krebs und von 1934 bis 1939 der Polizeihauptmann und SS-Obersturmbannführer Regierungsrat Erwin Schulz. Die Leiter waren von August 1939 bis November 1940 Hans Blomberg, von 1940 bis 1943 SS-Sturmbannführer und Regierungsrat Herbert Zimmermann, von März 1943 bis 29. Januar 1945 SS-Sturmbannführer und Regierungsrat Erwin Dörnte (und anschließend kommissarisch sein Stellvertreter Hans Hasse), von ca. 10. Februar bis 31. März 1945 SS-Obersturmbannführer und Oberregierungsrat Alfred Schweder, vom 1. April bis Mitte April 1945 SS-Obersturmbannführer Oberregierungsrat Georg Kiessel. Anfang/Mitte April 1945 setzte sich die Bremer Gestapo-Führung über Hamburg (das kampflos an die Briten übergeben wurde) nach Schleswig und Flensburg ab, bevor britische Truppen die Bremer Innenstadt erreicht und am 26. April 1945 eingenommen hatten. Einige Gestapo-Männer, z. B. Hans Hasse, versuchten unter falschem Namen, sich den Alliierten zu entziehen. Sein Vorgesetzter Schweder dagegen kooperierte mit der britischen Militärjustiz (1948 im Bremen-Farge-Prozess im Curiohaus Hamburg).
Der Sicherheitsdienst des Reichsführers SS (SD) – zunächst eine SS- und Parteidienststelle ab 1935 auch staatliche Dienststelle – blieb in Bremen wie im Reich eine unabhängige Stelle mit nachrichtendienstlichen Aufgaben. In Bremen gab es seit 1935 eine staatliche Außenstelle Bremen in der Graf-Moltke-Straße und dann in der Sögestraße mit häufig wechselnden Leitern. Leiter des SD-Abschnitts Bremen war 1941 der SS-Sturmbannführer Franz Hoth. Der SD-Abschnitt Bremen unterstand dem Inspekteur der Sicherheitspolizei und des SD in Hamburg und letztlich dem Reichssicherheitshauptamt (RSHA) in Berlin.

### Nach 1945
Nach dem Zweiten Weltkrieg hatte sich die Polizeiführung der amerikanischen Militärregierung in Bremen unterzuordnen. So leitete von 1945 bis 1951 ein Chef der Polizei die Polizei. 1951 erfolgte die Zusammenlegung von Ordnungs-, Kriminal- und Verwaltungspolizei sowie dem Stadtamt unter der Führung eines Polizeipräsidenten als Stadt- und Polizeiamt. Zudem wurde dann später das Landeskriminalamt Bremen eingerichtet. Seit 1991 gibt es dann wieder die getrennten Organisationseinheiten Polizeipräsidium (mit der Hauptabteilung Kriminalpolizei) und Stadtamt sowie die Ämter Wasserschutzpolizei Bremen, Wasserschutzpolizei Bremerhaven und Bereitschaftspolizei der Freien Hansestadt Bremen.

#### Bereitschaftspolizei
Nach dem Zweiten Weltkrieg musste das Verhältnis in Polizeiangelegenheiten zwischen Bund und Ländern neu definiert werden. Es sollte geprägt werden durch ein Miteinander gleichberechtigter, aber auch gleich verpflichteter Partner. Grundlage des Beistandssystems Bereitschaftspolizei waren die zwischen Bund und Ländern auszuhandelnden Verwaltungsabkommen. Das erste Verwaltungsabkommen schloss Bremen mit dem Bund 1951 ab. Kurz darauf wurde 1952 die erste Polizeihundertschaft aufgestellt, die – damals auch kaserniert – am Niedersachsendamm 78/80 residierte. Anfänglich wurden auch ausgebildete Handwerker eingestellt, während um 2000 die Fachhochschulreife für die Ausbildung notwendig ist, die mit einem dreijährigen Praktikum beginnt und nach drei Jahren an der Hochschule für Öffentliche Verwaltung Bremen abgeschlossen werden kann. 1952 gab es 127 Bereitschaftspolizisten, um 2000 sollen es rund 350 gewesen sein.

#### Kriminalpolizei
Nach der Französischen Revolution gab es statt der Kämmereigerichte das Kriminalgericht mit einigen Polizeidienern und Sauvegarden (Landpolizisten). 1852 wurde durch eine Kommission für die Erweiterung der Polizeidienste gefordert, das für das Kriminalgericht besondere Dienste einzurichten seien. Seit 1853 standen ein Polizeikommissär und drei Polizeidiener dafür bereit. Seit 1875 gab es in Bremen den Kriminal-Polizeikommissär. Dieses kann als Gründung der spezialisierten Kriminalpolizei in Bremen angesehen werden. 1881 waren zwei Kriminal-Polizeikommissäre und sechs Kriminalschutzmänner, 1891 dann 14 Kriminalwachtmeister im Einsatz. Bis 1908 war die Kripo im Stadthaus, dann im Polizeihaus untergebracht.
In der Weimarer Republik war die Kriminalpolizei und die Ordnungspolizei dem Polizeipräsident untergeordnet. Seit 1919 wurden eine Oberinspektion und vier Inspektionen für die Kripo eingerichtet. Den Distriktwachen wurden Kriminalbeamte zugeordnet. Leiter der Kriminalpolizei war der noch parteilose Fachmann Georg Pott.
In der Zeit des Nationalsozialismus war bis 1936 Leiter der Kriminalpolizei der frühere Richter Conrad Parey, der beim Stahlhelm und dann bei der SA organisiert war. Die Kripo war nun auch für politische Straftaten zuständig. 1934 gab es drei deliktbezogene Abteilungen der Kripo. Die Kripo wurde Teil eines Landeskriminalamtes.
Als die Zuständigkeiten der Polizei im Juli 1937 grundlegend geändert wurden, war die Bremer Kripo mit einer Leitstelle und zwei Inspektionen auch für den preußisch/hannoveranischen Regierungsbezirk Stade, für den Regierungsbezirk Aurich und für Bereiche von Oldenburg zuständig. Sie war dem Reichskriminalpolizeiamt (RKPA) fachlich untergeordnet. Die Kripo war nun Teil der Sicherheitspolizei und viele Beamte erhielten zusätzliche Angleichungsdienstränge der SS. Es wurde 1937 auch eine weibliche Kripostelle aufgestellt.
Nach 1945 bauten die Amerikaner eine neue Kripo auf, und Leiter wurde 1945 Kriminaldirektor Richard Beelitz (SPD) und von 1947 bis 1952 dann Richard Siebke. Von 1969 bis 1974 war Herbert Schäfer Leiter der Kriminalpolizei. Die Führung wechselte dann öfters. Die weibliche Kripo, mit Schwerpunkt der Kinder- und Sittendelikte, wurde ausgebaut und war ab 1951 eine Organisationseinheit.
Gliederung:
Die Kriminalpolizei war als Abteilung beim Stadt- und Polizeiamt angesiedelt, seit etwa 1991 Hauptabteilung und nunmehr Polizeidirektion beim Polizeipräsidenten. Sie gliedert sich (2011) in die Einheiten Zentrale Ermittlungsunterstützung (K1), Spezialeinheiten (K2) mit SEK und MEK, Gewaltdelikte (K3), Strukturdelikte (K4), Wirtschafts- und Vermögenskriminalität (K5) und Staatsschutz (K6).

##### Landeskriminalamt
Für das Land wurde 1947 ein Landeskriminalamt beim Stadt- und Polizeiamt eingerichtet, das eng mit der Kripo der britischen Zone und dann mit dem Landeskriminalamt Niedersachsen zusammenarbeitete. 1974 wurde das LKA selbstständig, 1986 aufgelöst und nach 2000 im Bereich der Direktion Kriminalpolizei/Landeskriminalpolizei wieder begründet.

#### Stadthaus, Polizeihaus und Polizeizentralen

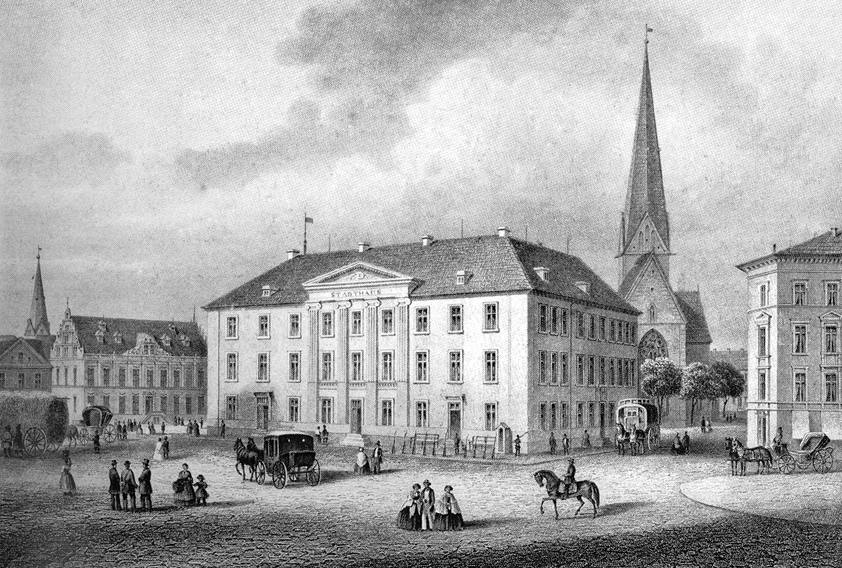
Das Stadthaus um 1850/60

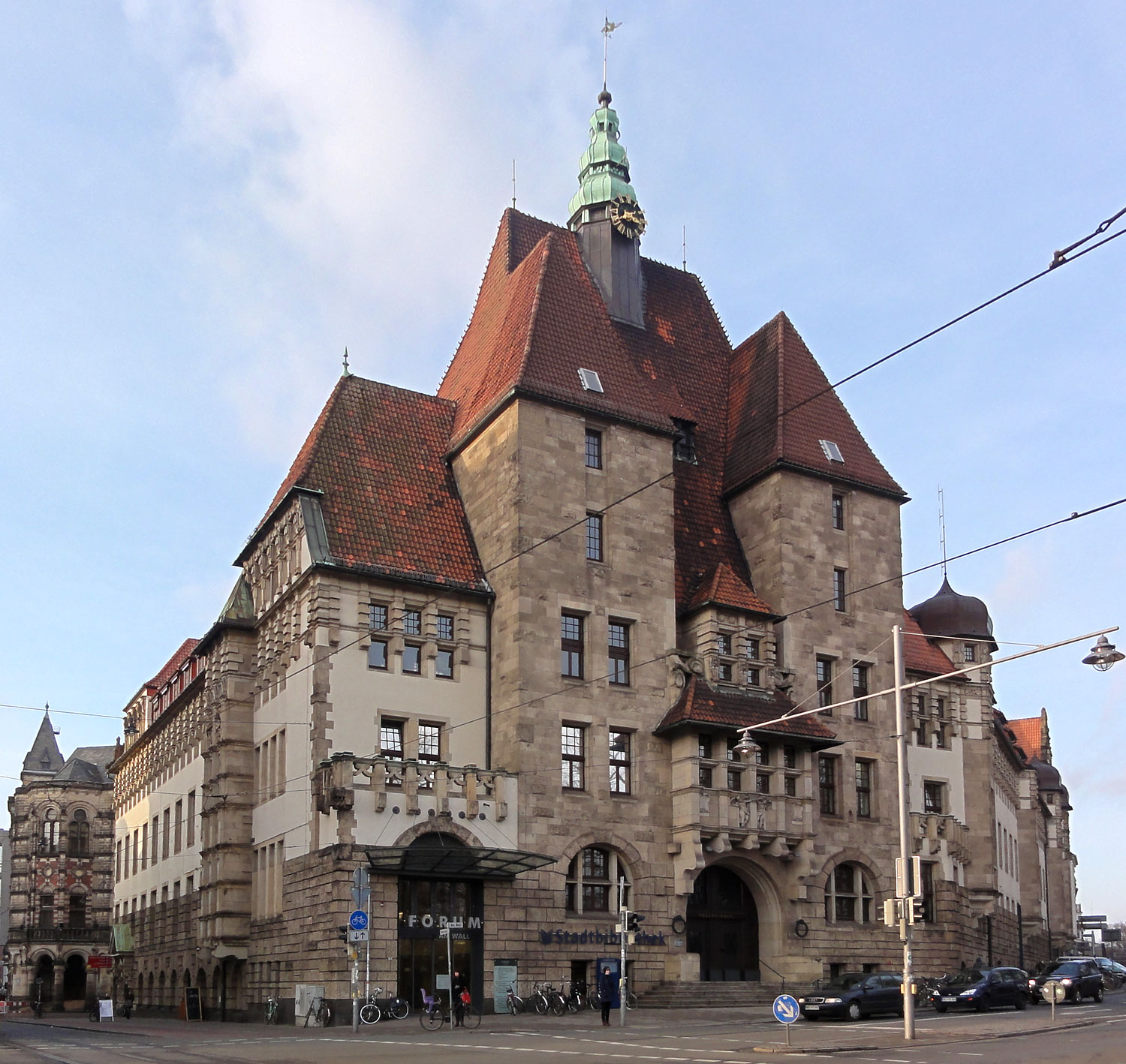
Das Polizeihaus Am Wall – Zentrale der Bremer Polizei von 1908 bis 1999

Von 1819 bis 1908 diente das schlichte, klassizistische Stadthaus neben dem Rathaus den erweiterten Verwaltungsanforderungen. Hier war auch die Polizei untergebracht. Um 1900 genügte dieses wenig ansehnliche Gebäude nicht mehr den räumlichen und repräsentativen Ansprüchen der wachsenden Stadt.
Als das Stadthaus beim Bremer Rathaus für das Neue Rathaus weichen musste, war es notwendig für die im Stadthaus untergebrachte Polizei ein neues Gebäude zu erstellen. Am Wall 201 baute 1801 der Klub Union ein Haus an der Ecke zur Ostertorstraße. Die Häuser Am Wall Nr. 200 und Nr. 201 wurden um 1905 abgerissen. Es entstand von 1906 bis 1908 das ehemalige Polizeihaus nach Plänen des Architekten Carl Börnstein im Stil eines romantischen Historismus mit Jugendstilelementen. Bis 1999 war hier die Zentrale der Polizei (seit 2004 Wall-Forum und Stadtbibliothek). Nur das Polizeirevier vom Stadtteil Mitte verblieb am alten Standort Am Wall.
Das zentrale Polizeipräsidium Bremen ist seit Dezember 1999 in der ehemaligen Lettow-Vorbeck-Kaserne (In der Vahr 76) im Stadtteil Vahr untergebracht. Die Zentrale der Bremerhavener Ortspolizei befindet sich seit den 1950er Jahren in Lehe im Stadthaus, Hinrich-Schmalfeldt-Straße 31.
Die Bereitschaftspolizei Bremen befindet sich seit 1952 in den Kasernen (ehemals Hindenburgkaserne) und Verwaltungsgebäuden am Niedersachsendamm im Ortsteil Neustadt – Huckelriede.

#### Neugliederung 2016
Die Polizei wurde 2016 in drei neue Organisationseinheiten gegliedert:
- Zentrale Polizeidirektion
- Direktion Einsatz
- Direktion Kriminalpolizei/Landeskriminalamt[6]

## Auftrag

### Aufgaben
Auftrag ist die Gewährleistung der öffentlichen Sicherheit und Ordnung. Als Strafverfolgungsbehörde geht sie gegen ordnungswidrige und strafbare Handlungen vor, ermittelt Täter und analysiert Tatmuster. Eine weitere Aufgabe ist die Gefahrenabwehr im Bereich der inneren Sicherheit, das heißt, die Verhütung oder Unterbindung von rechtswidrigen Handlungen jeder Art. Im Rahmen der Verkehrsüberwachung regelt sie Verkehrsströme und hat eine tragende Rolle in der Notfallhilfe (Notruf). Ferner sorgt die Polizei in enger Kooperation mit Behörden für die Verbrechensprävention, um bereits im Vorfeld mögliche Straftaten zu erkennen und zu verhindern.

### Rechtsgrundlagen
Für den Bereich der Gefahrenabwehr ergeben sich die Eingriffsbefugnisse der Polizei aus dem Polizeigesetz des Landes Bremen, das Bremische Polizeigesetz.
Die Ermächtigung für das Einschreiten zur Strafverfolgung ergibt sich aus der Strafprozessordnung.

### Prävention
Mit dem Projekt künstliche DNA unterstützt die Bremer Polizei als erste Polizei in Deutschland in einem Pilotprojekt den Einsatz von sogenannter künstlicher DNA. Hierzu hat sie mit der Firma SelectaDNA einen Kooperationsvertrag geschlossen mit dem Ziel der flächendeckenden Verbreitung der kDNA in Bremen.

#### Kritik am Projekt künstliche DNA
Das Projekt unterlag seit seinem Bestehen einer kritischen medialen Berichterstattung, bei der insbesondere nach einem Nachweis des Erfolges der kDNA gefragt wurde.
Dennoch gebe es auch verschiedene positive Stimmen, die den Erfolg von kDNA bestätigt sehen.
Auch eine 2012 herausgegebene Studie des Institut für Polizei- und Sicherheitsforschung in Bremen bestätigte bis zu einem gewissen Punkt den Erfolg der kDNA.

## Organisation

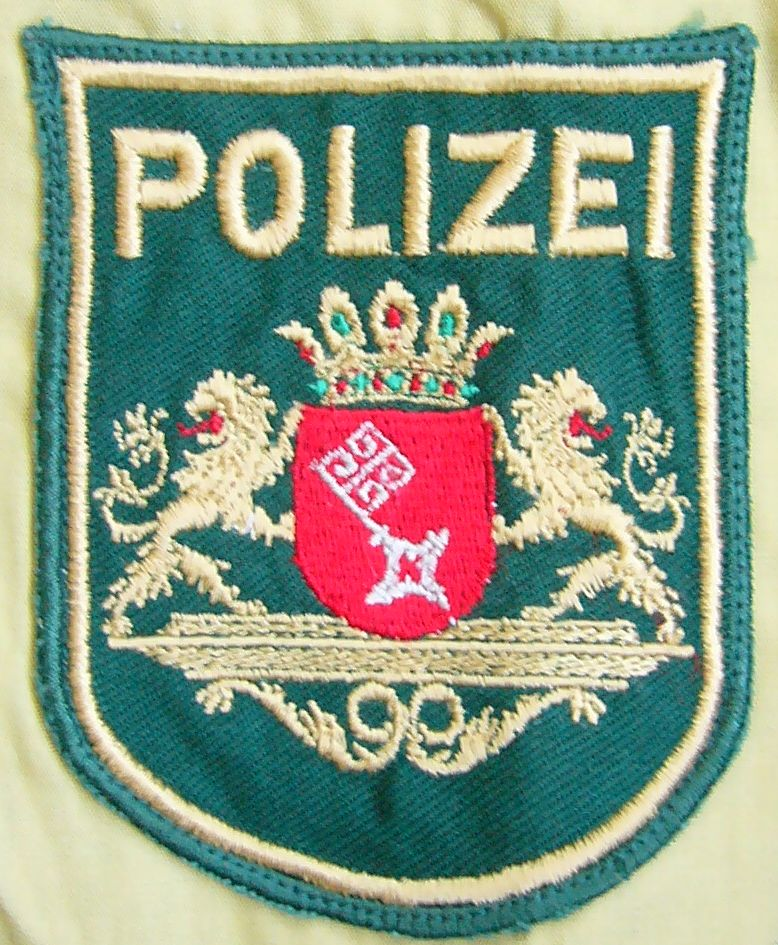
Altes grünes Ärmelabzeichen bei der „Moosgrün/Beige Uniform“

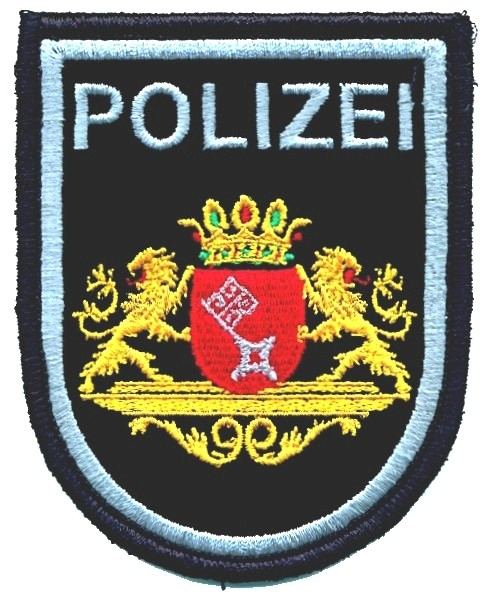
Neues blaues Ärmelabzeichen bei der neuen blauen Polizeiuniform

### Behörde
Die Polizei ist eine bremische Landesbehörde und dem Senator für Inneres nachgeordnet.
Das Personal besteht aus mehr als 2400 Polizeibeamten und ca. 300 zivilen Mitarbeitern.
Das Polizeipräsidium ist die Zentrale Einrichtung der Polizei Bremen. Sie befindet sich in dem Straßenzug In der Vahr.
Es gibt neben 16 Polizeirevieren noch 13 Polizeistationen, zwei Standorte der Wasserschutz- und Verkehrspolizei sowie das Gelände der Bereitschaftspolizei, diese ist in der Straße Am Niedersachsendamm stationiert.

### Polizeidirektionen
Das Polizeipräsidium Bremen mit seinem Polizeipräsidenten (PP) gliedert sich in drei Direktionen und die Abteilung Präsidialstab (PSt).
Seit August 2017 wird die Polizei Bremen im Rahmen der gegenwärtig laufenden „Reform 2600“ auf ein 3-Säulen-Modell umgestellt.
Das bedeutet, dass die bisherigen 8 Direktionen in nur noch drei Direktionen überführt worden sind, wobei diese drei neuen Direktionen teilweise noch immer im Aufbau begriffen sind.

#### Abteilung Präsidialstab
Der Präsidialstab ist eine der Behördenleitung zugeordnete Abteilung und liegt im Zuständigkeitsbereich des Polizeivizepräsidenten.
Die einzelnen Präsidialstabsstellen werden als Sachgebiet geführt und lauten:
- Präsidialbüro (PSt 11), Presse- und Öffentlichkeitsarbeit (PSt 12), und Präventionszentrum (PSt 13) – bis 02/2012 wurden die Präventionsaufgaben durch die Kriminalpolizeiliche Beratungsstelle, die Verkehrsprävention und den Jugendbeauftragten der Polizei Bremen wahrgenommen.[18]

Derzeit ist die Polizei Bremen seit Juli 2016 in einer erneuten, grundlegenden Umorganisation. Alle Einsatzbereiche wurden in einer Direktion zusammengefasst. Alle Verwaltungsaufgaben und auch wesentliche Steuerungsinstrumente der Polizeipräsidenten wurden in einer „Zentralen Polizeidirektion“ zentralisiert. Daneben verbleibt die Kriminalpolizei mit leichten Anpassungen.

#### Direktionen
Bei den drei neuen Direktionen handelt es sich um
- die „Zentrale Polizeidirektion“, zuständig für Personal, Finanzen, Technik, IuK, Logistik und Grundsatz,
- die „Direktion Einsatz“, in der die Schutzpolizei, die Verkehrspolizei, die Wasserschutzpolizei, die Bereitschaftspolizei und die Direktion Zentrale Einsatzsteuerung zusammengefasst worden sind
- die „Direktion Kriminalpolizei/LKA“, in der nach dem Hamburger Modell unter dem Motto „Kripo unter einem Dach“ alle Ermittlungsdienstellen – d. h. einschließlich der vorher der Schutzpolizei zugeordneten regionalen Kommissariate – zusammengefasst sind.

#### Kriminalpolizei
Die Kriminalpolizei gliedert sich neben dem Leitungsstab (Abteilung K0) in sieben Abteilungen:
Zentrale Ermittlungsunterstützung (K1),
Spezialeinheiten und Spezialkräfte (K2),
Gewaltdelikte (K3),
Organisierte und Strukturkriminalität (K4),
Wirtschafts- und Vermögenskriminalität (K5),
Staatsschutz (K6) und
Regionale und Jugendkriminalität (noch S4, demnächst K7).

#### Wasserschutzpolizei
Im Rahmen der „Reform 2600“ ist aus der Direktion Wasserschutzpolizei, im August 2017, die Abteilung Wasserschutzpolizei in der neuen Direktion Einsatz der Polizei Bremen geworden.
Die Wasserschutzpolizei bildet die Abteilung E 2 in der Direktion Einsatz und gliedert sich in
- Abteilungsführungsgruppe (E 20), mit Sitz in Bremerhaven

und die Sachgebiete
- Einsatzdienst mit Sitz in Bremerhaven (E 21)
- Kontaktdienst Bremen (E 22)
- Gefahrgut/Umwelt in Bremen (E 23)
- Verkehrsüberwachung Schifffahrt/Gefahrgut Bremerhaven (E 24)

Besonderheit: Der in Bremerhaven ansässige Einsatzdienst ist auch für Einsätze in der Stadt Bremen zuständig.
Die Wasserschutzpolizei Bremen ist zuständig für die wasserpolizeilichen Aufgaben und den schifffahrtpolizeilichen Vollzug auf der Weser. Die Abteilung Wasserschutzpolizei ist an zwei Standorten, im Doventor (Bremen) und am Containerterminal in Bremerhaven untergebracht. Zu den Aufgaben der WSP gehören Einsatz- und Streifendienst (von Bremerhaven aus), Kriminalitätsbekämpfung, Gefahrguttransportüberwachung, Umweltschutz, Maritime Sicherheit, Präventions- und Kontaktdienst in der Sportschifffahrt.
Bis 2011 war die WSP Bremen auch mit der polizeilichen Kontrolle des grenzüberschreitenden Verkehrs in den Seehäfen Bremen und Bremerhaven betraut. Zum 1. Januar 2012 wurde die Aufgabe an die Bundespolizei übergeben. Für den Streckenabschnitt von Bremen nach Bremerhaven ist seit 2003 die Wasserschutzpolizei Niedersachsen zuständig. Auf See ist die Wasserschutzpolizei Bremen seitdem in Kooperation mit der WSP Niedersachsen mit einem niedersächsischen Küstenstreifenboot und auf dem Fluss mit den beiden Streckenbooten Visura und Lesmona unterwegs.

#### Verkehrspolizei
Die Abteilung Verkehrspolizei (E 3) der Direktion Einsatz gliedert sich in die
- Abteilungs-Führungsgruppe (E 30)

und den
operativen Bereich mit den Sachgebieten:
- E 31 – Einsatzdienst Verkehrsbereitschaft
- E 32 – Verkehrskommissariat
- E 33 – Verkehrsüberwachung Straße (Technische Verkehrsüberwachung und Spezialisierte Verkehrsüberwachung)

#### Bereitschaftspolizei
Die Abteilung Bereitschaftspolizei (E 4) der Direktion Einsatz gliedert sich in
- die Führungsgruppe
- zwei Einsatzhundertschaften mit je drei Zügen,
- eine Beweissicherungs- und Festnahmeeinheit (BFE),
- eine Technische Einsatzeinheit (TEE) und
- die Diensthundestaffel
- den zentralen Objektschutz

#### Schutzpolizei
Die Schutzpolizei mit ihren 16 Revieren und 13 Stationen gliedert sich nach der „Reform 2600“ in drei Abteilungen für Regionale Polizeiarbeit (Nord/West (E 7), Mitte/Süd (E 5) und Ost (E 6)).
Es gibt in Bremen Reviere in
- Mitte: Innenstadt
- Nord: Blumenthal, Lesum, Vegesack
- Ost: Hemelingen, Horn, Osterholz, Schwachhausen, Steintor, Vahr
- Süd: Huchting, Neustadt, Kattenturm, Revier Woltmershausen
- West: Gröpelingen, Walle

Für die o. g. Standorte werden sich im Rahmen der Reform 2600 Veränderungen ergeben, weil einzelne Standorte nicht für die erforderlichen Veränderungen geeignet sind.
In Zukunft wird es
- 6 Polizeikommissariate (Vegesack, Gröpelingen, Innenstadt, Neustadt, Vahr und Osterholz) und
- 10 Polizeireviere (Blumenthal, Lesum, Walle, Schwachhausen, Horn, Steintor, Hemelingen, Woltmershausen, Huchting und Kattenturm)

geben.

### Bremerhaven

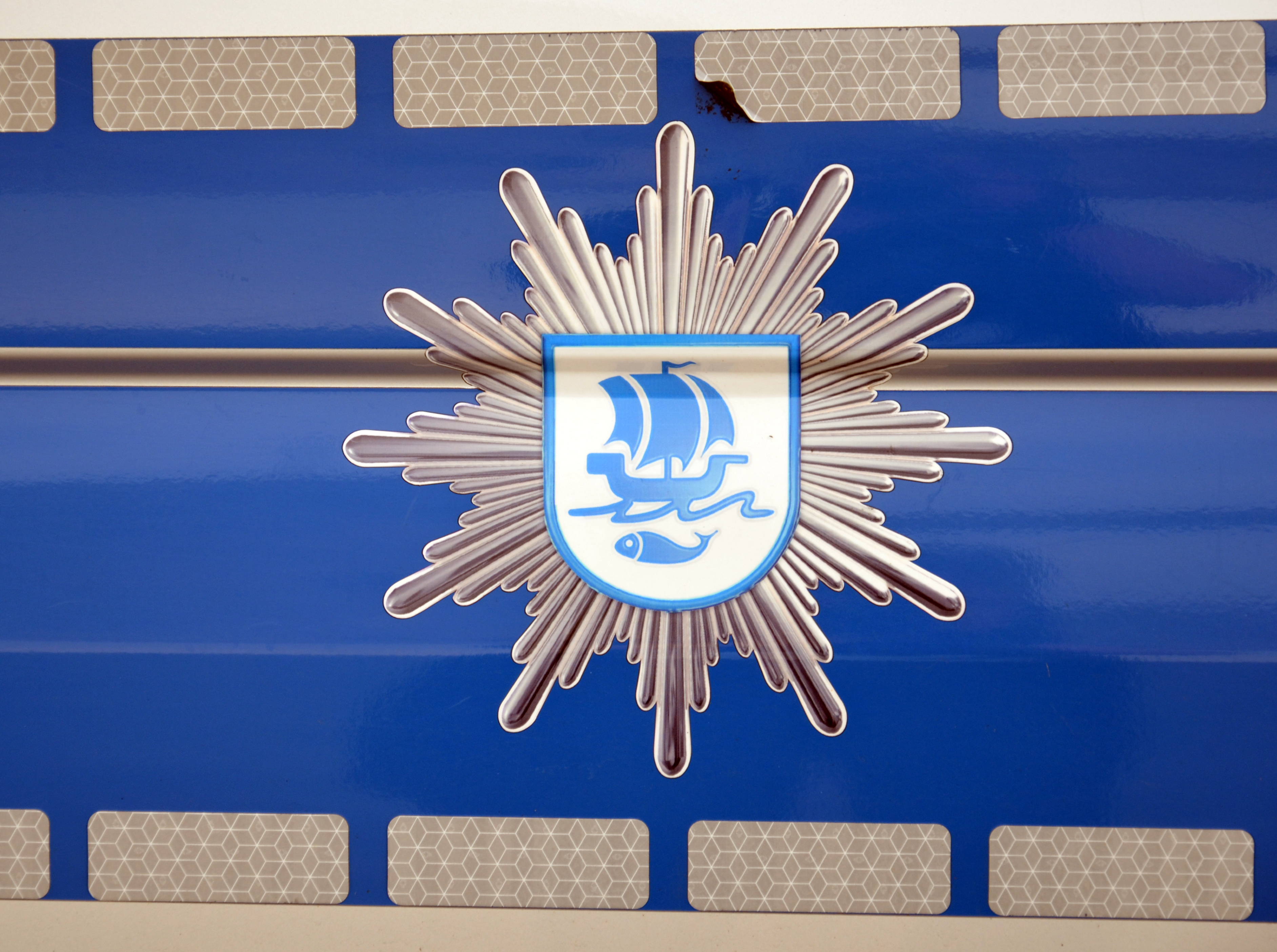
Logo der Polizei Bremerhaven

In der Stadt Bremerhaven wird der Polizeivollzugsdienst gemäß § 74 Brem. Polizeigesetz von der Ortspolizeibehörde Bremerhaven wahrgenommen.
Die Polizei in Bremerhaven ist nicht Teil der Polizei Bremen, sondern untersteht dem dortigen Magistrat bzw. dem Oberbürgermeister als zuständigem Dezernenten. Da die Abwehr von Gefahren für die öffentliche Sicherheit Angelegenheit des Landes ist, handelt die Ortspolizeibehörde Bremerhaven im Auftrag des Landes. Die Ortspolizeibehörde Bremerhaven ist die letzte kommunale Polizei in Deutschland.
Die Ortspolizeibehörde gliedert sich in Behördenleitung, Polizeiführungsstab (Amt 90), Schutzpolizei (Amt 93) und Kriminalpolizei (Amt 94). Bestimmte zentrale kriminalpolizeiliche Aufgaben werden durch zentrale Dienststellen der Polizei Bremen wahrgenommen.
Die Schutzpolizei Bremerhaven verfügt über vier Polizeireviere (Leherheide, Lehe, Mitte, Geestemünde).
Die Ortspolizeibehörde verfügt über ein eigenes Kriminalmuseum.
Die Aufgaben eines Ordnungsamtes werden durch das Bürger- und Ordnungsamt (Amt 91) wahrgenommen.
Das Bürger- und Ordnungsamt ist organisatorisch von der Polizei (Ortspolizeibehörde) getrennt und in der Verwaltungsgliederung der Stadt dem Bereich 3 (Rechts-, Sicherheits- und Ordnungsverwaltung) zugeordnet, während die Polizei (Ortspolizeibehörde) den Bereich 9 bildet.
Die Polizei Bremen nimmt in Bremerhaven mit Teilen der Abteilung Wasserschutzpolizei (E2) die wasserschutzpolizeilichen Aufgaben auf der Weser, im Hafen und im Küstenmeer wahr.

### Landeskriminalamt
Das Landeskriminalamt Bremen (LKA) ist rechtlich betrachtet eine Landesbehörde des Polizeivollzugsdienstes (§ 70 BremPolG) neben der Polizei Bremen. Faktisch ist es jedoch identisch mit der Direktion Kriminalpolizei/Landeskriminalamt (Dir K/LKA).
Die Kriminalpolizeiliche Beratungsstelle in Bremen, Am Wall, ist 2012 in das zentrale Präventionszentrum (PSt 13) integriert worden.

### Leitung
Das Amt eines Polizeipräsidenten wurde 1919 als zentrale Instanz eingerichtet.

#### Polizeipräsidenten
- 1919 bis 1933: Polizeipräsident Leopold Petri (1876–1963)
- 1933 als „Polizeiherr“: Theodor Laue (1893–1953) (NSDAP), danach Senator
- 1933 bis 1938 als Leiter: Georg Pott, (NSDAP)
- 1938 bis 1941 Polizeipräsident SS-Oberführer Curt Ludwig (1902–1989), (NSDAP)
- 1941 (März–April) Polizeipräsident SS-Oberführer Carl Oberg
- 1941 bis 1945 Polizeipräsident Polizeioberst Johannes Schroers (1885–1960) (NSDAP)
- 1945 als Leiter: Polizeidirektor Franz Noch (SPD)
- 1945 bis 1947 als Chef der Polizei: Helmut Yström (1881–1963), (CDU), später Senator
- 1949 bis 1951 als Leiter: Leitender Polizeidirektor Franz Noch (SPD)
- 1951 bis 1975 Polizeipräsident Erich von Bock und Polach
- 1976 bis 1989 Polizeipräsident Ernst Diekmann
- 1989 bis 2001 Polizeipräsident Rolf Lüken
- 2001 bis 2009 Polizeipräsident Eckard Mordhorst
- 2009 bis 2011 Polizeipräsident Holger Münch
- 2012 bis 2021 Polizeipräsident Lutz Müller;[20]
- Seit 2021: Polizeipräsident Dirk Fasse

### Leiter der Polizeidirektionen
- Präsidialstab (PSt): Michael Zander, Polizeidirektor
- Direktion Einsatz (E): Andrea Wittrock, Leitende Kriminaldirektorin (B2),
- Direktion Kriminalpolizei/LKA (K/LKA): Petra van Anken, Kriminaldirektorin (B2)
- Zentrale Polizeidirektion (ZPD): Yvonne Ingenbleek, Leitende Regierungsdirektorin (B2)

## Ausbildung
Das Studium für die Laufbahn des gehobenen Dienstes findet bei der Hochschule für Öffentliche Verwaltung Bremen statt. Für die Laufbahn des mittleren Polizeivollzugsdienstes wird in Bremen nicht mehr ausgebildet. Der letzte Anwärterdurchgang schloss seine Ausbildung bei der Bereitschaftspolizei im Frühjahr 2002 ab.

## Ausrüstung

### Uniform
Seit dem 1. Oktober 2006 trägt die Bremer Polizei, wie auch die Polizei Schleswig-Holstein, Niedersachsen, Mecklenburg-Vorpommern und Thüringen, die neue blaue Polizeiuniform der Hamburger Polizei. Die Umstellung erfolgte sukzessive, das Tragen der alten Uniform durch die Beamten war bis Ende 2010 ebenso zulässig.

### Fahrzeuge
Die Polizei Bremen nutzt als Dienstfahrzeuge überwiegend Fahrzeuge der Marke Mercedes-Benz, Opel und Volkswagen. Vereinzelt kommen auch Fahrzeuge anderer Hersteller wie zum Beispiel BMW und Fiat zum Einsatz.
Streifenwagen sind derzeit Mercedes-Benz B-Klasse, Mercedes-Benz E-Klasse, Opel Corsa, VW Passat, VW Touran und VW T5. Vereinzelt kommen auch Fahrzeuge des Modells BMW 5er und Mercedes-Benz Vito zum Einsatz.
Farbgebung
Im Zuge der Farbumstellung auf Blau werden neue Streifenwagen und Einsatzfahrzeuge in der Farbgebung blau-silber bzw. blau-weiß beschafft. Die ersten blau-silbernen Streifenwagen wurden Ende 2005/Anfang 2006 eingeführt.

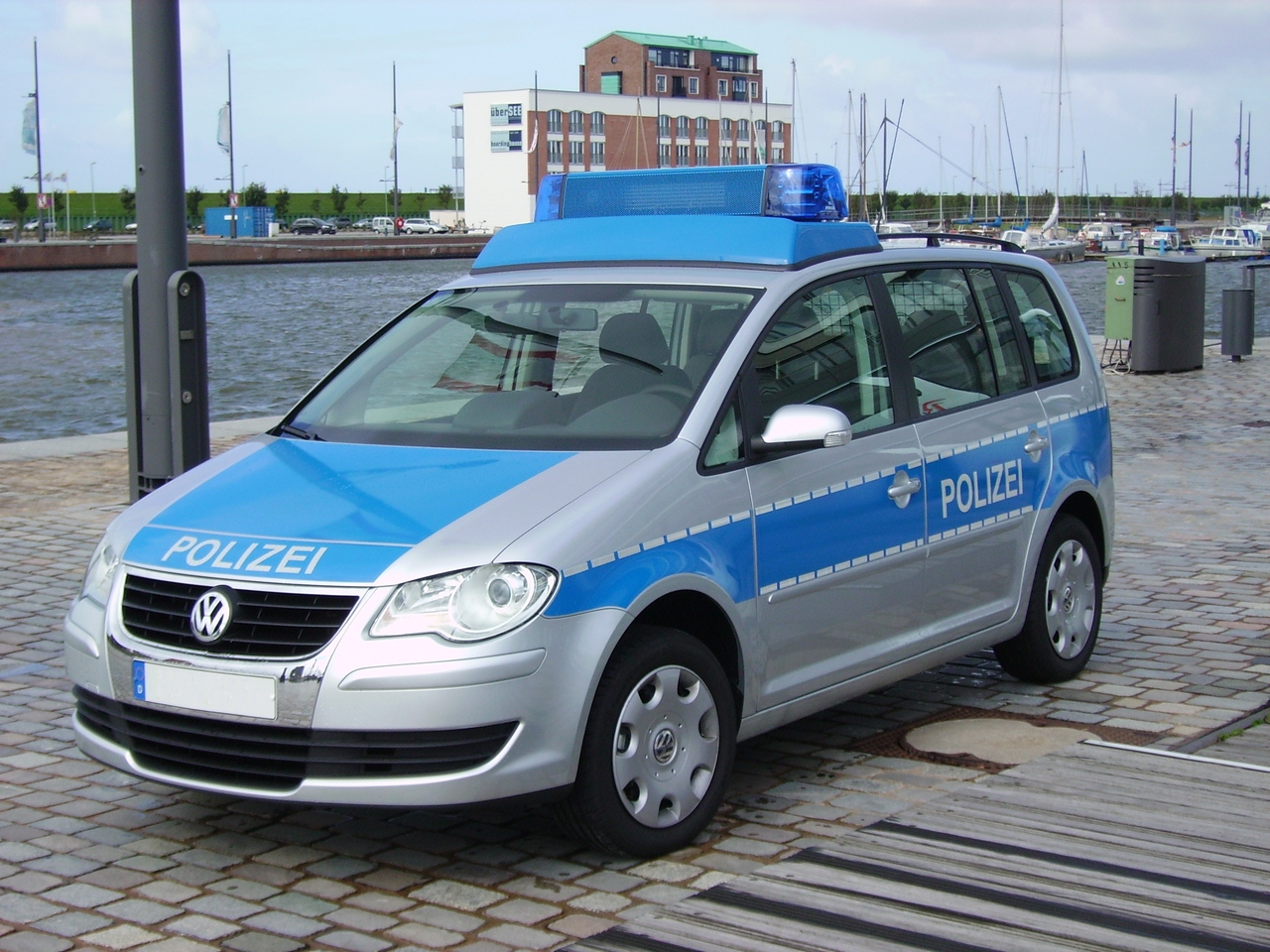
Streifenwagen VW Touran der Ortspolizeibehörde Bremerhaven in neuer blau-silberner Farbgebung
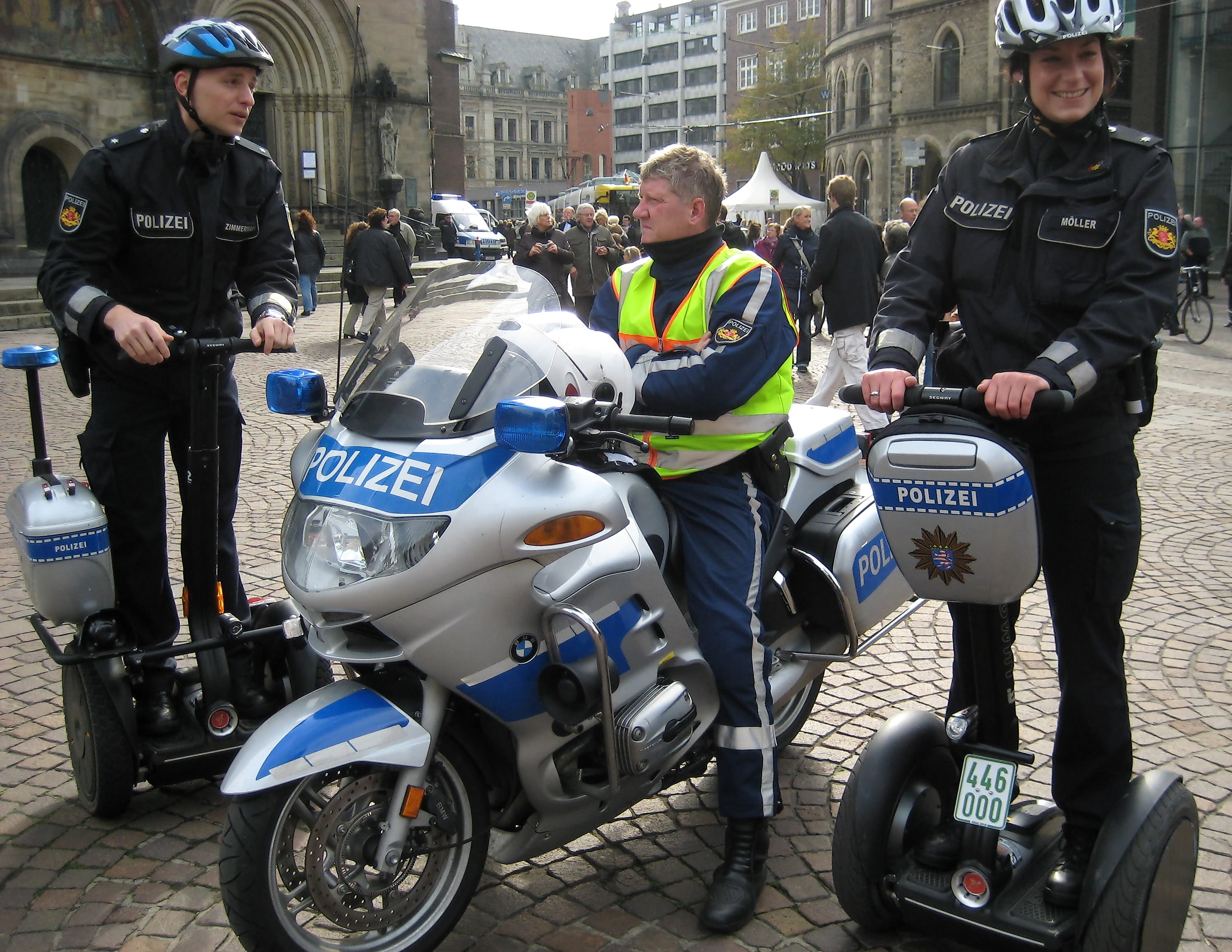
Zu Testzwecken wurden Segway PTs bei einer Großveranstaltung 2010 von der Hessischen Polizei ausgeliehen
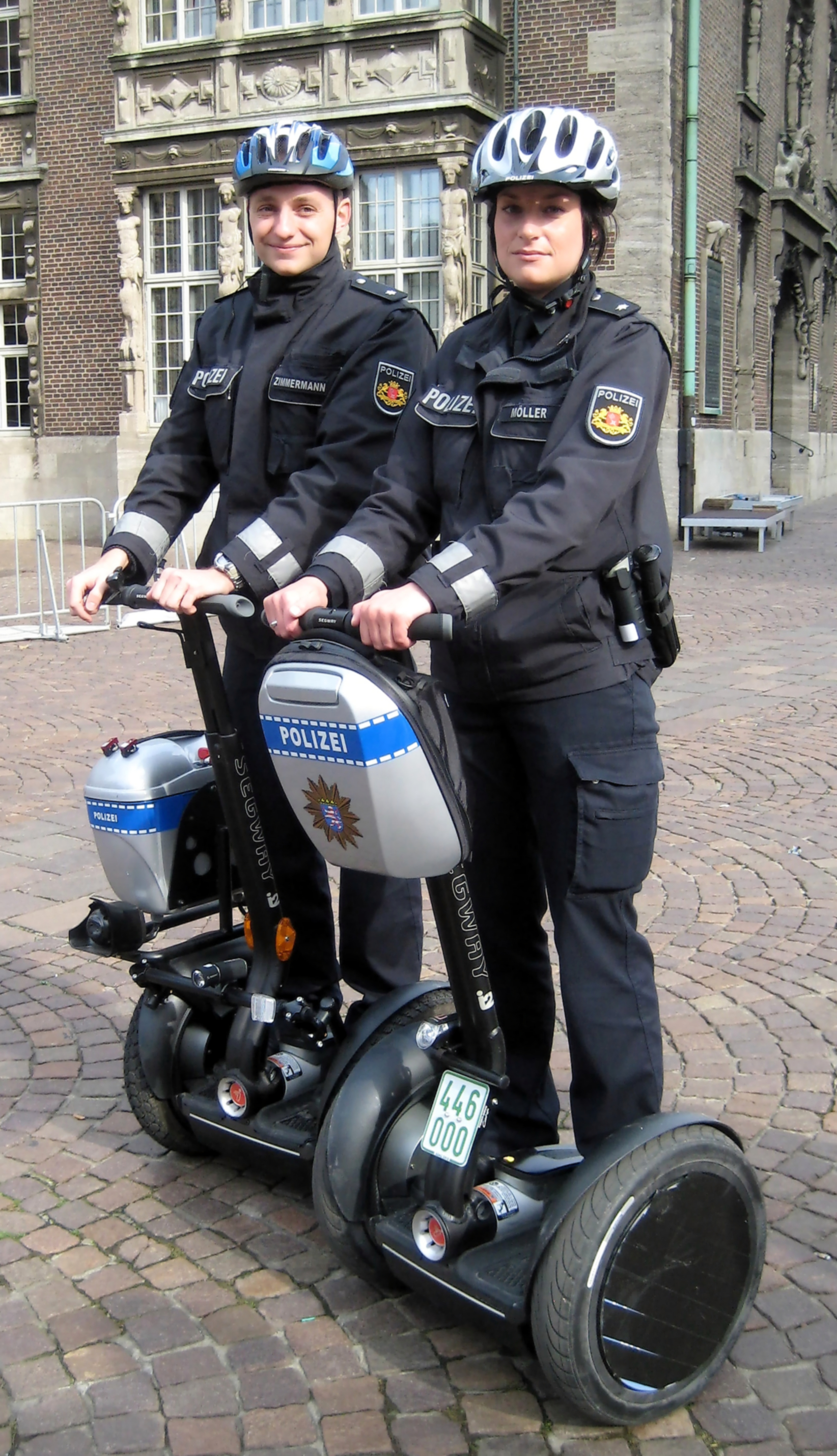
Polizeivollzugsbeamte der Bremer Polizei mit Segway PT-Patrouillenfahrzeugen der Hessischen Polizei
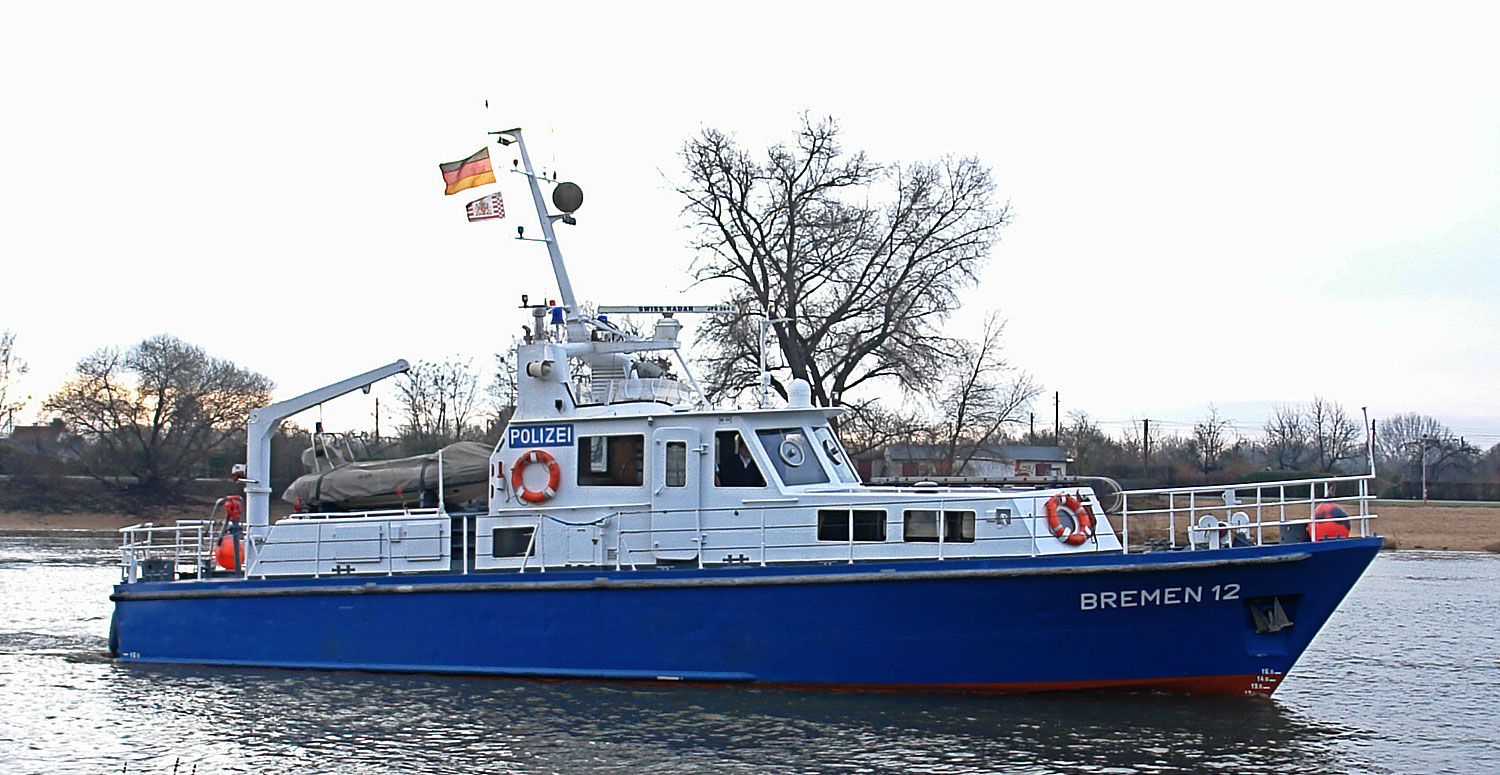
2013 außer Dienst gestelltes Streckenboot „BREMEN 12“ der Bremer WSP
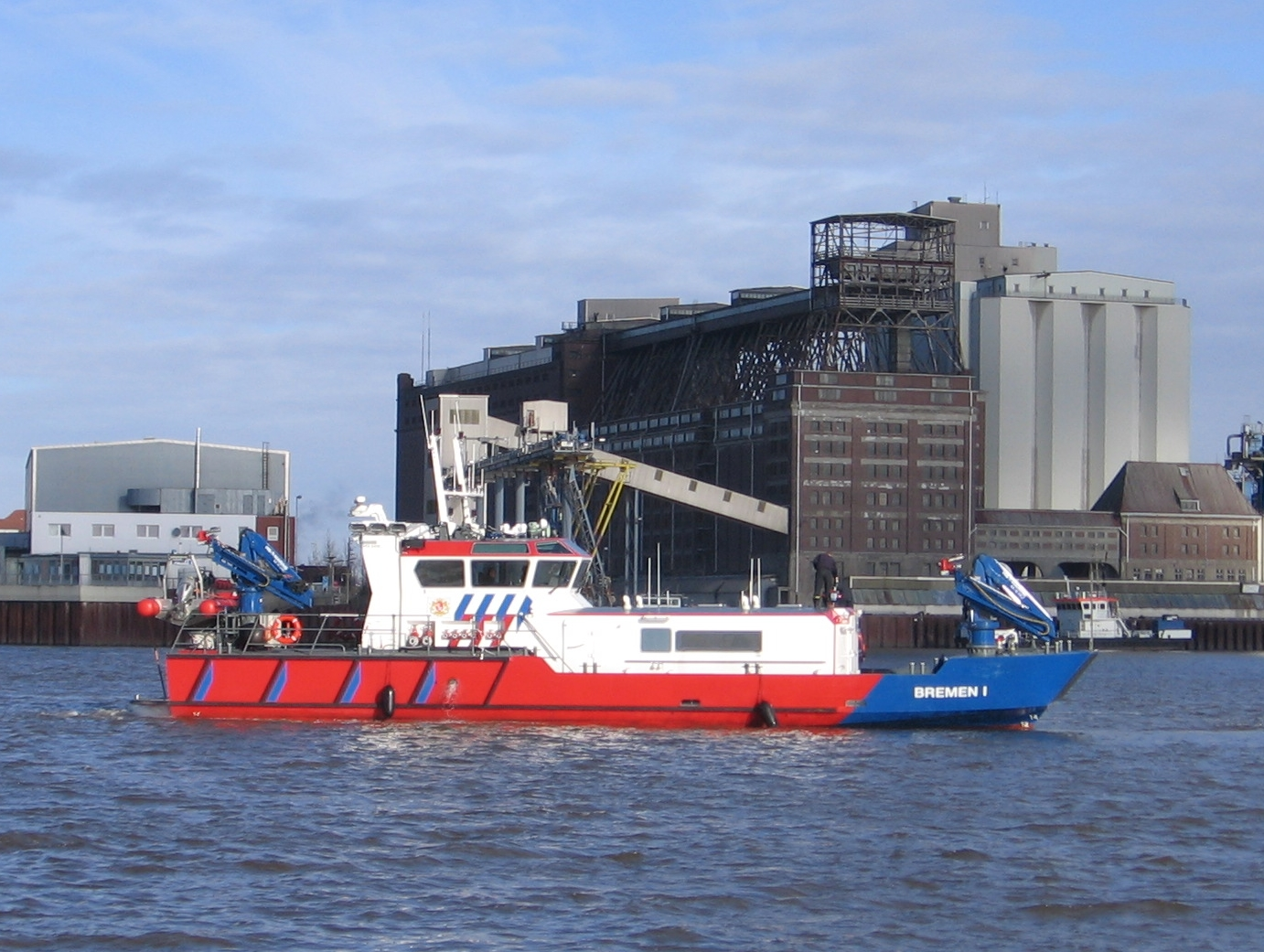
Außer Dienst gestelltes Einsatzboot „Bremen 1“ ehemals für Wasserschutzpolizei und die Feuerwehr Bremen im Stadtgebiet Bremen gebaut, seit 1. Januar 2018 nur noch als Löschboot im Einsatz und inzwischen verkauft

## Polizeigewalt in den Medien
Im Juni 2013 kam es in der Diskothek Gleis 9 zu einem vermeintlichen Übergriff mehrerer Bremer Polizeibeamter, der sich gegen einen einzelnen, 28-jährigen Mann richtete, der sich der Festnahme entziehen wollte. Das Video der Überwachungskamera wurde veröffentlicht und löste Empörung aus. Der Polizeipräsident erstattete am Tage des Bekanntwerdens der Vorwürfe Anzeige gegen unbekannt. Die Staatsanwaltschaft ermittelte gegen die Polizeibeamten. Sie hat das Verfahren im Oktober 2014 mangels hinreichenden Tatverdachts eingestellt.
Bereits 2011 eskalierte auf der Sielwallkreuzung in Bremen ein Fußballspiel. 70 Beamte waren im Einsatz und es gab Verletzte. Ein unbeteiligter junger Mann wurde von Polizisten geschlagen und am Auge verletzt, ohne dass er als Gewalttäter in Erscheinung trat. Seine Aussage wird von einem Polizeivideo und einem privaten Handyvideo gestützt. Zunächst wurde der Mann wegen Widerstands gegen die Staatsgewalt angeklagt und freigesprochen. 2013 nahm die Staatsanwaltschaft Ermittlungen gegen einen Polizisten auf, der den Mann ins Gesicht geschlagen hatte.